# Geografie van Portugal

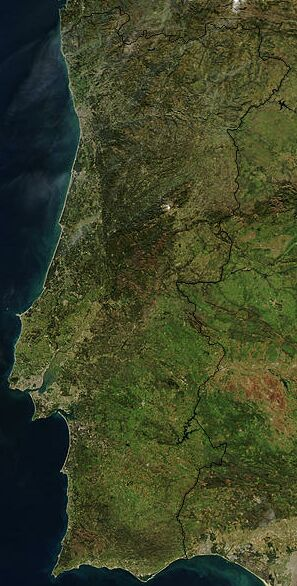
Satellietbeeld van Continentaal Portugal.

Portugal is een land in Zuidwest-Europa, gesitueerd op de westelijke helft van het Iberisch Schiereiland. Portugal grenst alleen direct aan Spanje, aan de noord- en oostkant met een grens van 1.214 km. De grenzen worden bepaald door bergen en rivieren. Het binnenland is bergachtig, terwijl het kustgebied en het zuiden van het land vooral bestaan uit uitgestrekte vlaktes. Het hoogste punt in het Portugese grondgebied is de Pico, op het gelijknamige eiland, in de archipel van de Azoren. De berg is 2.351 meter hoog. Portugal wordt doorkruist door drie grote rivieren (de Douro, de Taag en de Guadiana), die allen ontspringen in Spanje en uitmonden in de grootste steden van Portugal.
Het vasteland van Portugal heeft een rechthoekige vorm en de grootste afstand tussen noord en zuid is 561 km, van Melgaço in het district Viana do Castelo tot de Santa Mariakaap in de Algarve. De grootste afstand tussen oost en west is 218 km, van de monding van de rivier de Neiva tot waar de rivier de Douro Portugal binnenstroomt in Miranda do Douro. 11,6% van het grondgebied ligt boven de 700 m boven de zeespiegel, terwijl 13,1% onder de 200 m ligt. Dit geldt voornamelijk ten zuiden van de rivier de Taag, waar 61,5% van het land minder dan 200 m hoog is.

## Reliëf

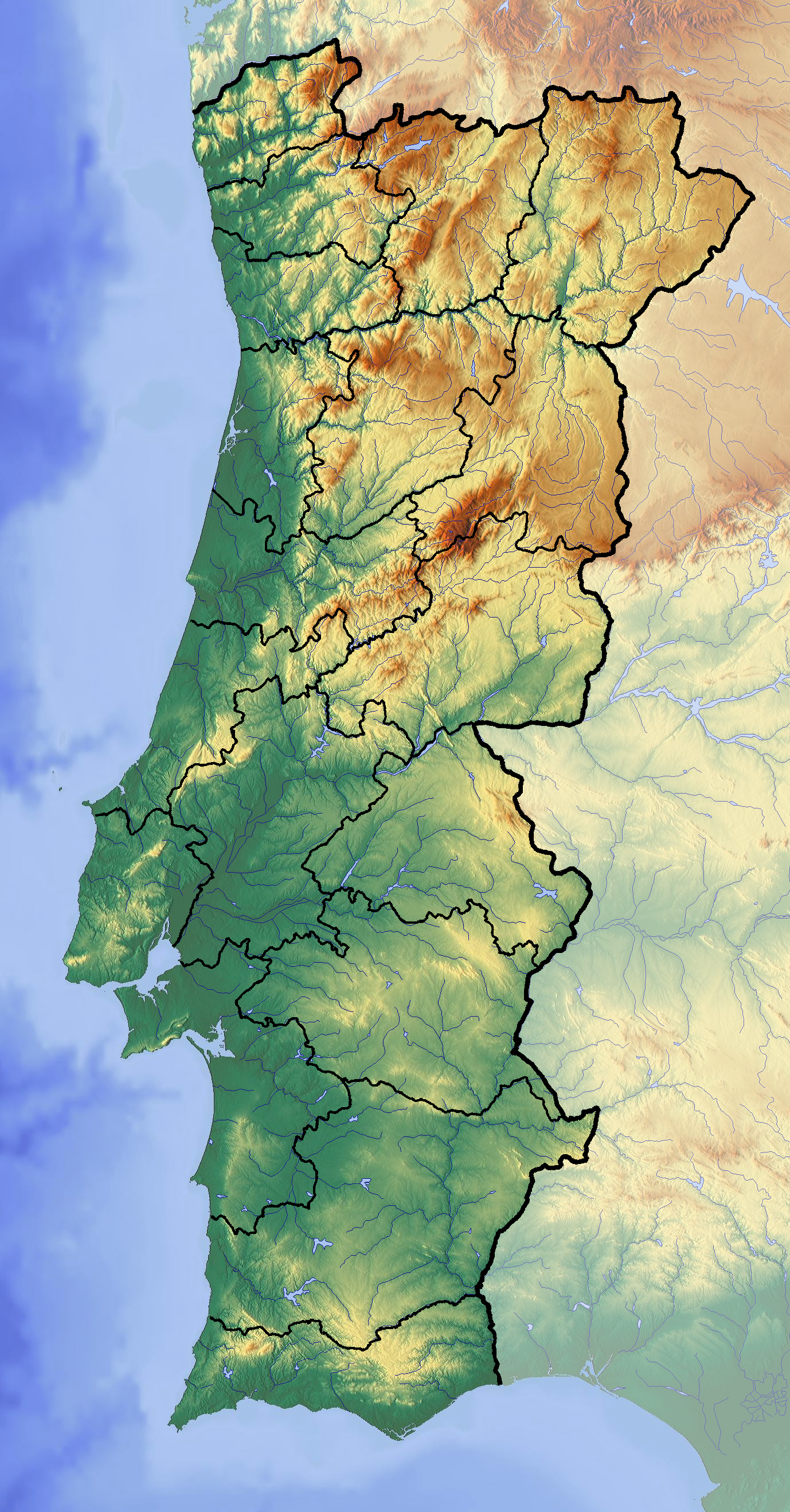
Topografie van Portugal

Het noorden en midden van Portugal is erg bergachtig. Ten noorden van de rivier de Douro liggen de toppen de Peneda (1416 m), Soajo (1415 m), Gerês (1544 m) en Marão (1415 m). Tussen de Douro en de Taag ligt de centrale bergketen, genaamd de Serra da Estrela, met de toppen Açor (1339 m), Lousã (1204 m) en Torre (1993 m). In Alentejo ligt de berg São Mamede (1027 m) en de hoogste berg in de Algarve is de Monchique (902 m).
De rivier de Taag vormt een grote riviermonding vlak bij Lissabon en ten zuiden hiervan ligt tevens de riviermonding van de Sado. Deze vormen samen de schiereilanden van Setúbal en Troia.

## Klimaat
Continentaal Portugal heeft een mediterraan klimaat, onderverdeeld in twee subtypen volgens het systeem van Köppen: Csa en Csb. De meest pure vorm van het mediterraan klimaat heerst vooral ten zuiden van de Serra da Estrela. Hierbij komen warme, droge zomers en koele, natte winters voor. Ten noorden van de Serra da Estrela, in het noordoosten van Portugal, heerst een meer landelijk mediterraan klimaat, dat vochtiger en meer gematigd is. Vooral in de hooggelegen gebieden zijn de temperaturen lager, terwijl in de temperaturen in de laaggelegen gebieden even hoog kunnen zijn als in het zuiden van het land. In Pinhão bijvoorbeeld is de gemiddelde jaartemperatuur 16,4°C. In het noordelijk kustgebied wordt het klimaat beïnvloed door de Atlantische Oceaan, met gematigdere zomers.
De gemiddelde jaartemperaturen in de steden variëren tussen de 18°C in Faro en 12,5°C in Bragança en 10°C in Guarda, de hoogstgelegen en koudste stad van het land. De hoeveelheid neerslag loopt uiteen van minder dan 300 mm langs de oevers van de Massueime in het noorden, tot 450 mm in Faro, 1.700 mm in Guarda en zelfs tot meer dan 3.000 mm per jaar in de Serra do Gerês. De koudste plek van het land is de Serra da Estrela, waar de gemiddelde jaartemperatuur slechts 7°C is, en zelfs lager dan 4°C in Torre, de hoogste bergtop van de keten. De hoogst gemeten temperatuur in Portugal was 47,3°C, in een dorp in de gemeente Moura, in Alentejo, op 1 augustus 2003, en -16°C in de gemeente Covilhã en in Miranda do Douro, op 5 februari 1954 en 16 januari 1945. Er zijn ook temperaturen van -20°C geregistreerd, zij het officieus, op de top van de Torre van de Serra da Estrela en hoger dan 50,5°C in Riodades, in het district van Viseu.
Op de archipel van de Azoren heerst een zeeklimaat, met een gemiddelde jaartemperatuur tussen de 18°C en 20°C, meer neerslag en weinig temperatuurverschil over het jaar. Op het eiland Pico valt de meeste neerslag van Portugal, met waarden van meer dan 6.350 mm per jaar. De archipel van Madeira heeft ook een subtropisch klimaat: in het zuiden heerst een mediterraan klimaat en in het noorden heerst een zeeklimaat. Het klimaat op het eiland van Porto Santo is erg droog (385 mm neerslag per jaar). De Ilhas Selvagens hebben een woestijnklimaat (met minder dan 200 mm neerslag per jaar). Dit zijn dan ook de droogste plekken van Portugal.

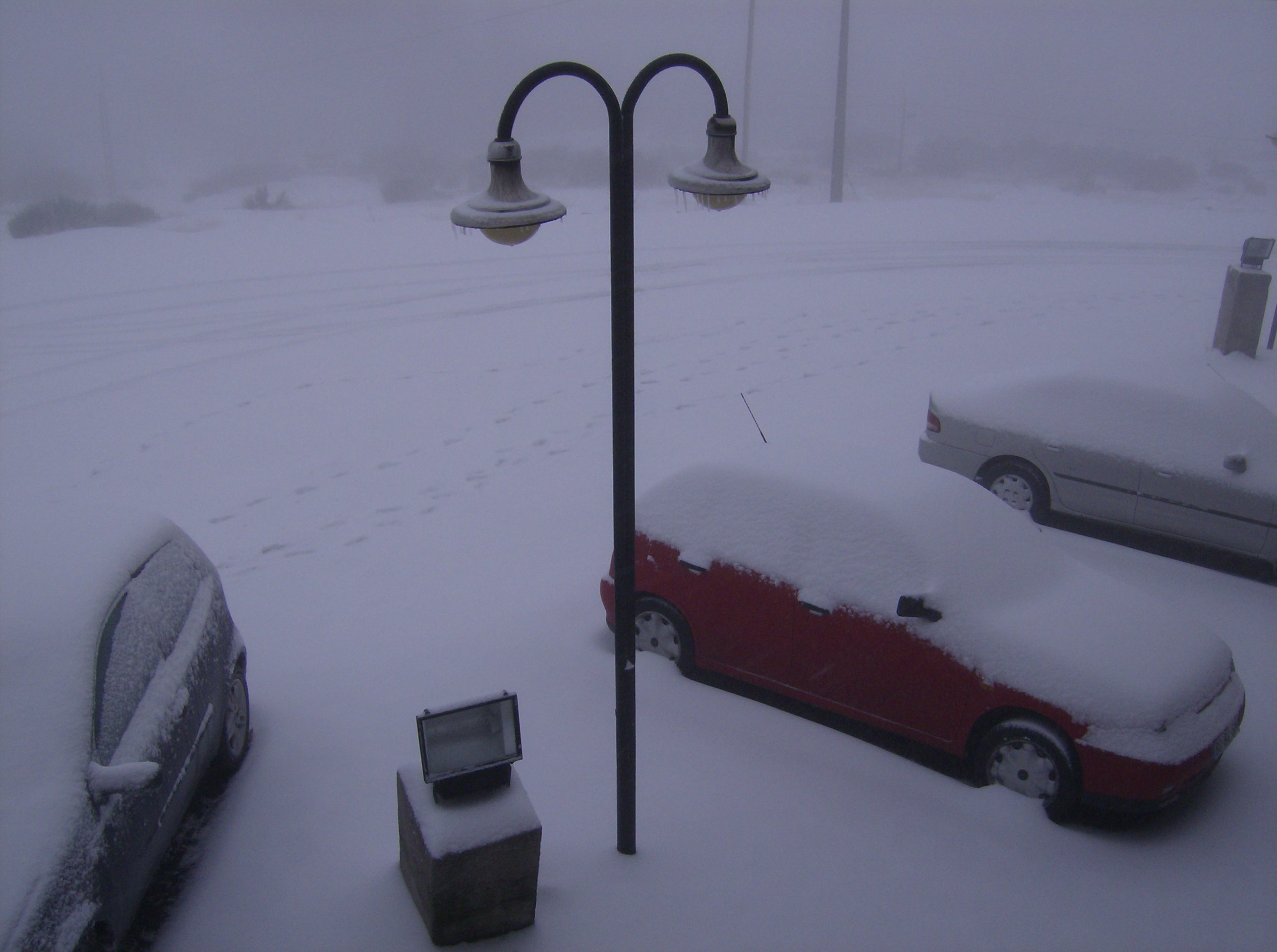
Een sneeuwstorm in de Serra da Estrela, in januari 2007, op een van de weinige plekken van Portugal waar geregeld een grote hoeveelheid sneeuw valt.

Neerslag in de vorm van sneeuw komt in Portugal weinig voor. In de districten van Castelo Branco, Guarda, Bragança en Vila Real valt in de winter af en toe sneeuw, maar richting het zuiden neemt dit sterk af. In het grootste deel van de Algarve, delen van Alentejo en de eilanden van de Azoren en Madeira valt nooit sneeuw. Sneeuwstormen en temperaturen onder de -10°C komen vrijwel alleen voor op hoogtes boven de 1.000 meter boven zeeniveau.
Op 29 januari 2006 viel op uitzonderlijk veel plekken in Portugal sneeuw, zelfs in de Algarve. Ook in Lissabon viel sneeuw, al was dit alleen natte sneeuw. Vóór 2006 was het in 1954 de laatste keer dat er in Lissabon sneeuw was gevallen. Op 28 januari 2007 viel er weer natte sneeuw in Lissabon, al was het minder dan het jaar ervoor. Beide keren werd de sneeuwval uitgebreid besproken op het nieuws, wat aangeeft hoe zeldzaam het is.
De winter van 2008 was in verschillende delen van het land extreem, waarbij wegen moesten worden afgezet vanwege de grote hoeveelheid sneeuw en ijzel op de weg. Dit komt weinig voor in Portugal en de wegbeheerders waren hier dan ook niet op voorbereid. Het einde van 2008 was volgens meteorologen de koudste periode sinds tientallen jaren. In februari 2009 viel voor het eerst sinds jaren meer dan 8 meter sneeuw in de Serra da Estrela, waar elk jaar doorgaans wel geskied kan worden.

## Hydrografie
De belangrijkste rivieren zijn, van noord naar zuid:
- Minho
- Lima
- Neiva
- Cávado
- Ave
- Tâmega
- Douro
- Vouga
- Mondego
- Lis
- Zêzere
- Taag
- Sado
- Guadiana

Het merendeel van de grote Portugese rivieren ontspringt in Spanje en mondt uit in de Atlantische Oceaan, met uitzondering van de Neiva, de Cávado, de Ave, de Mondego, de Vouga, de Zêzere en de Sado, die allen ontspringen in Portugal. De rivier de Tâmega mondt uit in de Douro en de Zêzere mondt uit in de Taag. Alleen de Douro, de Taag en de Guadiana worden erkend als behorende tot de belangrijkste rivieren van Europa.
De meeste rivieren zijn ongeschikt om bevaren te worden. Alleen de Douro, de Taag en het laatste stuk van de Guadiana kunnen worden bevaren.
Er zijn verschillende stuwdammen gebouwd, waardoor de rivieren tegenwoordig een belangrijke rol spelen in de energieproductie in Portugal.

## Gegevens

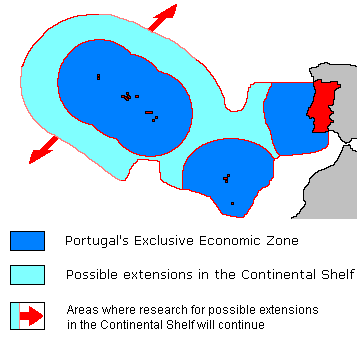
De Exclusieve Economische Zone van Portugal

- Coördinaten: 39°30 Noord, 8°00 West
- Oppervlakte:
  - totaal: 92.391 km²
  - continentaal : 88.705 km²
- Geografie:
  - land: 91.951 km²
  - water: 440 km²[17]
- Grenzen:
  - totaal: 1.214 km
  - buurlanden: Spanje
- Kustlijn: 1.793 km
- Maritiem grondgebied:
  - continentaal plateau: 200 m onder zeeniveau
  - exclusieve economische zone: 200 nautische mijl
  - territoriale wateren: 12 nautische mijl
- Extreme hoogten:
  - laagste punt: Atlantische Oceaan - 0 m
  - hoogste punt: Picoberg op Pico in de Azoren - 2.351 m
  - hoogste punt (continentaal): Torre in de Serra da Estrela - 1.993 m